# گندراسوی لکه‌دار جنوبی
گندراسوی لکه‌دار جنوبی (نام علمی: Spilogale angustifrons) نام یک گونه از سرده گندراسوی لکه‌دار است.